# Поёт Аманда Лир
«Поёт Аманда Лир» — сборник французской певицы Аманды Лир, официально выпущенный в Советском Союзе фирмой «Мелодия» в 1981 году.

## Об альбоме
В альбоме представлен материал из первых трёх студийных альбомов Лир, выпущенных между 1977 и 1979 годами. Альбом в основном состоит из песен из Never Trust a Pretty Face, в той мере, в какой он сохраняет оригинальный трек-лист второй стороны. Единственным треком из этого альбома, который не был включён — немецкая классика военного времени «Lili Marleen». В сборнике также представлены два трека из Sweet Revenge и только одна песня из I Am a Photograph, большинство хитов Лир эпохи диско было проигнорировано. Альбом был выпущен в 1981 году, впоследствии неоднократно переиздавался вплоть до 1990 года.
Согласно опросу журнала «Смена», альбом был признан 10-м самым любимым альбомом года.

## Список композиций
| №  | Название                                                        | Автор(ы)                   | Длительность |
| -- | --------------------------------------------------------------- | -------------------------- | ------------ |
| 1. | «Реклама вокруг нас» (Fashion Pack)                             | Энтони Монн, Аманда Лир    | 5:05         |
| 2. | «Забудь это» (Forget It)                                        | Энтони Монн, Аманда Лир    | 4:10         |
| 3. | «Голубое танго» (Blue Tango)                                    | Лерой Андерсон             | 2:40         |
| 4. | «Голливудский кадр» (Hollywood Flashback)                       | Энтони Монн, Аманда Лир    | 4:33         |
| 5. | «Комиксы» (Comics)                                              | Чарли Райканек, Аманда Лир | 3:40         |
| 6. | «Никогда не доверяй красивому лицу» (Never Trust A Pretty Face) | Энтони Монн, Аманда Лир    | 4:45         |

| №  | Название                              | Автор(ы)                   | Длительность |
| -- | ------------------------------------- | -------------------------- | ------------ |
| 1. | «Сфинкс» (The Sphinx)                 | Энтони Монн, Аманда Лир    | 4:20         |
| 2. | «Черные ямы» (Black Holes)            | Энтони Монн, Аманда Лир    | 5:00         |
| 3. | «Интеллектуально» (Intellectually)    | Чарли Райканек, Аманда Лир | 4:15         |
| 4. | «Зеркало» (Miroir)                    | Аманда Лир                 | 2:00         |
| 5. | «Мечтатель» (Dreamer (South Pacific)) | Райнер Пич, Аманда Лир     | 5:10         |